# Boeotarcha microselene
Boeotarcha microselene là một loài bướm đêm trong họ Crambidae.